# Влияние кокаина на здоровье
Расстройство, связанное с употреблением кокаина, как острое так и хроническое, оказывает множество эффектов на все системы организма. Острое расстройство характеризуется разрушительными клиническими симптомами, в первую очередь сужением сосудов и повышением кровяного давления.
Острое действие на кровеносную систему: аритмия, гипертензия (системная/большого круга кровообращения и лёгочная/малого круга кровообращения), коронарная вазоконстрикция, тахикардия, ишемия, и все их последствия, такие как: лёгочная эдема, инфаркт миокарда, расслоение стенки артерии, включая коронарную и аорту, и наконец, смерть. Хроническое действие на кровеносную систему: гипертрофия миокарда, гипертрофическая кардиомиопатия и ускоренный атеросклероз.
Прямые побочные эффекты кокаина, связанные с дыхательной системой:	пневмонит гиперчувствительности (гиперчувствительный пневмонит), лёгочное кровотечение, синдром полости в легких, пневмоторакс. Пищеварительная система: ишемия и некроз какой-либо части кишечника или желудка. ЦНС: поведенческие эффекты (вплоть до суицида), нарушение мозгового кровообращения; в качестве осложнений возможны инсульт и цереброваскулярное кровотечение.

## Клинические эффекты
Эффекты кокаина можно условно разделить на две группы: центральные и периферические. Также отдельно выделяют осложнения, возникающие при употреблении кокаина.

#### Центральные эффекты
Обусловлены влиянием на обмен нейромедиаторов в головном мозге. К ним относятся:
- Эмоциональный подъём, эйфория;
- Ощущение прилива энергии;
- Усиление умственной активности;
- Усиление сексуального желания;
- Притупление запретов;[3]
- Повышенная болтливость[4];
- Снижение потребности во сне (удлинение периода бодрствования);
- Снижение аппетита;
- Повышение физической выносливости.

### Периферические эффекты
Обусловлены влиянием на обмен нейромедиаторов в периферической нервной системе. К ним относятся:
- Тахикардия;
- Одышка;
- Повышение артериального давления;
- Повышение температуры тела;
- Потливость;
- Расширение зрачков.

### При длительном употреблении
Данные побочные эффекты развиваются после неоднократного употребления кокаина, когда происходит декомпенсация обмена нейромедиаторов и организм утрачивает способность адекватно работать в отсутствие наркотика:
- Нарушение сна, бессонница;
- Головная боль;
- Тошнота;
- Быстрая утомляемость, снижение памяти, внимания;
- Насморк, частые носовые кровотечения, возможен некроз носовой перегородки;
- Навязчивые движения (конвульсивные движения пальцами рук);
- Раздражительность, агрессивное поведение;
- Тремор, повышенная судорожная готовность, возможны судорожные припадки;
- Депрессия;
- Психозы, параноидные бредовые идеи;
- Галлюцинации: тактильные, зрительные, слуховые. Наиболее характерно при галлюцинациях чувство мелких насекомых под кожей. В связи с этим на коже могут быть расчёсы и порезы, сделанные в попытке извлечь их;
- Нарушение функции внешнего дыхания;
- Церебральный инсульт;
- Аритмия, стенокардия, инфаркт миокарда;
- Суицидальная идеация.

Снижение массы тела при длительном злоупотреблении не связано с потерей аппетита, который при нём, наоборот, повышается. Оно вызвано глубокими метаболическими изменениями в процессах отложения жиров. При отказе от кокаина повышенный аппетит приводит к резкому набору массы тела.

### Сердечно-сосудистые осложнения
Злоупотребление кокаином может приводить к сердечно-сосудистым заболеваниям: ишемии или инфаркту миокарда, аритмии, миокардиту, и дилатационной кардиомиопатии, острому коронарному синдрому, расслоению аорты, внезапной сердечной смерти, а также сердечной недостаточности, кардиомиопатии, и эндокардиту.

## Расстройства, вызванные употреблением кокаина
Расстройства, вызванные употреблением кокаина, собраны в отдельный подраздел Международной классификации болезней, в действующей редакции, МКБ-10 — F14 («Психические и поведенческие расстройства, вызванные употреблением кокаина»), в редакции, приходящей прежней на смену, МКБ-11 — 6C45 («Расстройства, вызванные употреблением кокаина»).

### Этиология
По последним оценкам, наследственность вносит существенный (65—79 %) вклад в предрасположенность к кокаиновой зависимости.

### Лечение
Нет эффективного медикаментозного лечения расстройств, вызванных употреблением кокаина (степень доказанности улучшения абстиненции бупропионом, топираматом, и психостимуляторами — низкая, а доказанность способности антипсихотических препаратов сохранять приверженность курсу терапии — умеренная), исследователи рекомендуют продолжать изучать медикаментозное лечение в комплексе с поведенченскими вмешательствами. По предварительным данным, лечение с помощью каннабидиола может помочь при лечении таких расстройств, однако требуются доклинические и клинические исследования, чтобы полностью оценить потенциал каннабидиола как способа лечения.

#### Лечение отравлений
При возникновении острого отравления кокаином терапия включает в себя следующие неотложные мероприятия:
- Обеспечение адекватной вентиляции лёгких;
- Обеспечение поддержания адекватных параметров гемодинамики;
- Снижение артериального давления до нормальных значений;
- Устранение аритмии;
- Снятие судорожного синдрома;
- Устранение психоза;
- Борьба с ишемией миокарда.

После обеспечения неотложных мероприятий основные усилия должны быть направлены на профилактику сердечно-сосудистых осложнений.
Установлено, что препараты, традиционно используемые при аналогичных состояниях, в случае их применения при отравлении кокаином значительно повышают частоту возникновения побочных эффектов и провоцируют тяжёлые осложнения. Так, назначение налоксона при тяжёлом отравлении кокаином, когда больной находится в коматозном состоянии, приводит к усугублению тяжести судорожного синдрома. Считается, что наиболее безопасными препаратами для купирования гипертензии, судорожного и психотического синдромов являются препараты бензодиазепинового ряда .
Для снижения артериального давления в результате клинических испытаний наиболее безопасным принято считать внутривенное применение нитроглицерина и нитропруссида натрия. Препарат растворяется в 400 мл 5%-го раствора глюкозы или аналогичном объёме 0,9%-го раствора NaCl. Все препараты вводятся медленно путём титрования под контролем частоты сердечных сокращений и артериального давления.
С целью купирования аритмии используется лидокаин или магния сульфат, при их неэффективности следует с осторожностью использовать анаприлин. Опасность его введения заключается в том, что он может усугубить ишемию миокарда и привести к развитию стенокардии и инфаркта. Применение β-блокаторов при отравлении кокаином противопоказано в связи с тем, что они усиливают выраженность осложнений, связанных с сердечно-сосудистой системой, и значительно повышают летальность.
Альтернативой бензодиазепинам может являться аминостигмин, который в случае передозировки кокаина является его функциональным антагонистом. Однако данный препарат может способствовать развитию судорожного синдрома и нарушать проводимость миокарда. Поэтому препарат следует вводить медленно под контролем ЭКГ.
Назначение нейролептиков следует производить с осторожностью из-за высокого риска развития коллапса, нарушений ритма сердца и терморегуляции.
Помимо патогенетической терапии важную роль играет выведение кокаина из организма, для чего назначаются энтеросорбенты и слабительное. Больной должен находиться под постоянным наблюдением в течение 24-36 часов с момента отравления; это связано с тем, что в течение этого времени возможны рецидивы кокаиновых психозов. После вывода больного из состояния отравления его необходимо передать под наблюдение психиатра. Это связано с высокой вероятностью возникновения суицидальных попыток при резком развитии абстинентного синдрома после купирования отравления.

#### Лечение кокаиновой зависимости
Не существует лекарств с доказанной эффективностью для лечения кокаиновой зависимости; и хотя поведенческое вмешательство имеет ограниченную эффективность, сейчас лечение основано на когнитивно-поведенческой терапии(КПТ) и ситуационном воздействии. Кроме того, убедительно доказано, что подход поддерживающих сообществ, с использованием поощрений, более эффективен для отказа от употребления кокаина, чем стандартное лечение. По сравнению с обычным лечением, совмещение ситуационного воздействия и подхода поддерживающих сообществ было единственным способом лечения, который увеличивал число абстинентных пациентов в конце лечения, а также через 12 недель, и при самом продолжительном наблюдении; кроме того имел наилучшие статистически значимые результаты в прямых сравнительных исследованиях, будучи более эффективным, чем КПТ, неситуационное вознаграждение, и программа 12 шагов совмещенная с неситуационным вознаграждением. Есть убедительные доказательства возможности использования неинвазивной стимуляции мозга, как вмешательства, оказывающего ослабляющий эффект на зависимое поведение, напрямую основанном на дофаминовой системе (эта система играет ключевую роль в расстройствах, связанных с употреблением кокаина).

## Крэк-кокаин
Есть убедительные доказательства положительной связи между употреблением крэк-кокаина и гемотрансмиссивными заболеваниями и болезнями, передающимися половым путем (ВИЧ, гепатит C, и другие), а также умеренные доказательства положительной связи с неонатальными болезнями и жестокостью. Кроме того, курение крэка — более токсичный способ доставки кокаина в организм, чем инсуфляция (вдыхание кокаинового порошка через нос).

## Употребление во время беременности
Согласно работе Деборы Фрэнк и её коллег 2001 года, нет убедительных доказательств того, что употребление кокаина во время беременности оказывает тератогенное действие или существенное влияние на развитие, рост и поведение рождённых детей в возрасте от 0 до 6 лет. Авторы считают, что на результаты более ранних исследований влияли другие факторы риска: употребление табака, марихуаны, алкоголя во время беременности или условия, в которых находился ребёнок после рождения.
Из пренатальных возможных побочных эффектов употребления наркотика во время беременности позже были признаны доказанными отслоение плаценты и преждевременное отхождение околоплодных вод, а затем — задержка внутриутробного развития, а также такие потенциально катастрофические последствия употребления, как отслоение плаценты и мертворожденность.
В 2013 году представления о употреблении кокаина во время беременности (УКБ) и его последствиях для ребёнка, были уточнены. Бенк и коллеги писали о неблагоприятном воздействии УКБ на рост плода и о слабовыраженном влиянии на нейроповеденческие реакции ребёнка. Авторы считают, что нет консенсуса относительно влияния на развитие и достижения ребёнка на протяжении длительного времени, известно лишь долговременное действие на поведение и слабовыраженное влияние на языковые способности. И хотя влияние на познавательные способности слабо доказано, отмечается влияние на области мозга, связанные с целенаправленной деятельностью.
А Бакингем-Хоуз и её коллеги суммировали последствия, найденные в обзорных статьях ранее. Частые случаи задержки роста плода, результатом чего является укороченный средний срок беременности и сниженный вес при рождении. По сравнению с нормальными детьми, дети 3-4-недельного возраста демонстрируют «менее оптимальную» («less optimal») двигательную активность, рефлексы, и ориентацию в пространстве, а дети 4-6 лет показывают низкий уровень работы нейроповеденческих функций, внимания, эмоциональной экспрессии, и развития речи и языка. Величина этих влияний часто небольшая, частично в связи с независимыми переменными: включая употребление во время беременности алкоголя/табака, а также факторы среды (семья/ближайшее окружение). У детей школьного возраста проблемы с устойчивым вниманием и контролем своего поведения, а также незначительные с ростом, познавательными и языковыми способностями. У детей в 13 лет также отмечаются поведенческие проблемы, проблемы внимания, познавательных и языковых способностей. В целом, о подростках известно мало. Хотя они способны к сложному мышлению, на их решения часто влияют психосоциальные факторы (например, импульсивность), что подталкивает их к неблагоприятному развитию.
Кроме того, они также заметили, что данная область исследований (последствия УКБ) выросла из «крэк-бэби»-паники 1980-х, создавшей ложные представления о воздействии кокаина на плод/ребенка. Исследователи, пишут они, пересмотрели несколько вещей: 1) физиологические нарушения, связанные с УКБ, не обязательно приводят к поведенческому или когнитивному дефициту 2) роль(impact) УКБ должна рассматриваться в контексте других факторов, пренатальных и факторов среды. 3) понимание развития на протяжении жизни может определяться взаимоотношением того, какие физиологические ответные реакции и структурные/функциональные особенности мозга играют роль в ответе на стрессорные события, такие как УКБ, параллельно с опасностями и благоприятными событиями окружающей среды и родительского ухода за ребёнком.
Есть убедительные доказательства неблагоприятных перинатальных эффектов и для крэк-кокаина в отдельности: высокая вероятность преждевременных родов, смещения плаценты, уменьшения окружности головы, низкая масса для данного гестационного возраста (SGA) и низкая масса тела при рождении.

## Противопоказания
Кокаин усиливает симптомы астмы и ухудшает функцию легких, поэтому астматикам следует избегать употребления кокаина.

## Зависимость
Кокаиновая зависимость это хроническое, быстро прогрессирующее расстройство, для которого характерен рецидивизм (возврат болезни).

## Синдром отмены
Выраженность пристрастия к кокаину во многом определяется способом его употребления. Наиболее быстрое привыкание возникает при курении и внутривенном введении наркотика. При пероральном и интраназальном приёме зависимость развивается более плавно.
В ряде случаев при прекращении употребления кокаина наблюдается характерная негативная симптоматика. Ведущим клиническим симптомом является дисфория, проявления которой включают:
- тревожность, беспокойство, раздражительность;
- усталость, упадок сил;
- депрессию;
- бессонницу.

Ряд авторов считает эти симптомы доказательством наличия физической зависимости, но, по мнению их оппонентов, данная симптоматика является следствием психологической зависимости.
В настоящее время наркологи не выделяют каких-либо специфических для кокаина клинических симптомов, сопровождающих синдром отмены.

## Передозировка
Первые признаки передозировки при курении и внутривенном употреблении кокаина возникают через несколько минут после введения, при прочих способах клинические симптомы могут развиться в течение часа.
Токсическая доза для человека, не употреблявшего регулярно кокаин, составляет 500 мг чистого вещества. Летальная доза — 1,2 г, в зависимости от индивидуальных особенностей организма может снижаться до 20 мг.
В связи с увеличивающейся при потреблении кокаина нагрузкой на сердце люди с сердечными проблемами, гипертензией или сердечно-сосудистыми заболеваниями более подвержены риску передозировки со смертельным исходом. Зачастую лица, испытывающие симптоматику передозировки кокаина, на ранних этапах не обращаются за медицинской помощью. Наиболее часто основанием для обращения за медицинской помощью служат ишемические боли за грудиной или кровохарканье.
Основной активной жалобой у больных, находящихся в сознании, является сжимающая давящая боль за грудиной. Прочие клинические проявления варьируются в зависимости от тяжести отравления.
Отравление кокаином характеризуется выраженной фазностью течения, это обусловлено особенностями стимуляции нервной системы при введении кокаина. Первой стимулируется кора головного мозга, затем — нижележащие отделы нервной системы от головы к хвосту. Этой особенностью обусловлены сроки возникновения симптомов отравления.
При отравлениях лёгкой степени тяжести больные эйфоричны, возбуждены, мышление их ускорено, возможны делириозные эпизоды (чаще при сочетании кокаина с этанолом), периодически возникающие выраженные боли за грудиной. Объективно обнаруживается гипертензия, мидриаз, гипергидроз, тахикардия.
При отравлении средней степени тяжести проявляется картина адренергического психоза, выраженное возбуждение с нарушениями гемодинамики. В этой стадии высока вероятность развития различных осложнений от приёма как самого кокаина, так и балластных веществ, входящих в состав смеси. К ним относятся инфаркты, летальные аритмии, мозговые кровоизлияния, отёк лёгких, судорожный синдром и другие.
При тяжёлом отравлении больной впадает в кому, отмечаются выраженные нарушения гемодинамики, осложнения более выражены и многочисленны, чем при отравлении средней степени тяжести.
Наиболее распространёнными причинами смерти в токсической фазе являются:
- аритмия;
- внутричерепные кровоизлияния;
- эпилептический статус;
- злокачественная гипертермия.

В соматической фазе основными причинами смерти являются следующие:
- почечная недостаточность;
- коагулопатия;
- полиорганная недостаточность.

Токсическая доза препарата может значительно колебаться в зависимости от регулярности приёма. При регулярном длительном употреблении человек может принять дозу, в несколько раз превышающую среднюю смертельную, но после некоторого перерыва в употреблении кокаина приём привычной большой дозы препарата может привести к отравлению или даже смерти.

## В клинической психологии, психиатрии и нейронауках
Употребление кокаина связывают с нейрокогнитивным дефицитом, вызванным дисфункцией передней части поясной извилины (внимание) и орбитофронтальной коры (исполнительные функции), а также с ухудшением рабочей памяти.
Злоупотребление кокаином способствует проявлениям насилия из-за вызываемого им нейропсихологического дефицита (а именно дефицита распознавания эмоций, абстрактного мышления, контроля торможения, мнемонических и вербальных навыков). Как сам нейропсихологический дефицит, так и проявления насилия гораздо сильнее выражены у мужчин, чем у женщин. Эти проблемы могут быть вызваны нарушениями функционирования некоторых отделов лобных (в особенности префронтальной коры) и теменных долей и некоторых подкорковых структур мозга, таких как миндалевидное тело.
При употреблении кокаина могут возникать психозы, носящие галлюцинаторно-параноидный или делириозный характер. В ходе их развития возможны злобное возбуждение, совершение насильственных действий, в том числе связанных с защитой от мнимого преследования.
После выхода из абстиненции люди, употреблявшие кокаин, могут снова войти в состояние наркотической зависимости. Исследователи (основываясь на данных, преимущественно полученных на мышах, крысах, и обезьянах; а также со слов людей, употреблявших кокаин) считают, что это обусловлено следующими причинами: «drug priming» (существенно высокий уровень мотивации употреблять наркотик после первой дозы наркотика), «drug cues» (субъективные ощущения и стимулы, связанные с употреблением наркотика) и различными стрессорами, причем эти факторы влияют друг на друга.

## Стресс
Подверженность стрессу предрасполагает к употреблению кокаина у наркозависимых. Кокаин, влияя на секрецию КРГ, может вызывать тревожность и панику у людей и тревожность у других животных. Это должно вызвать аверсивную реакцию на кокаин и снизить мотивацию к употреблению наркотика. Однако во время приобретения зависимости стрессогенные стимулы могут сенсибилизировать употребляющего, делая его более чувствительным к кокаиновому подкреплению. Предполагается, что позитивные аспекты кокаинового подкрепления смягчают анксиогенное воздействие кокаина..

## Смертность
Общий коэффициент смертности высокий, но различается в зависимости от страны и когортных клинических исследований от 4,8 до 61,6. У людей, постоянно употребляющих кокаин, повышен риск смерти от травм или инфекционных заболеваний.

### Научная
- Веселовская Н. В., Коваленко А. Е. Наркотики. Свойства, Действие, Фармакокинетика, Метаболизм. Пособие для работников наркологических больниц, наркодиспанцеров, химико-токсилогических и судебно-химических лабораторий. — М.: Триада-Х, 2000. — 196 с. — ISBN 5-8249-0019-1.
- Маркова И. В. Клиническая токсикология детей и подростков. — СПб.: Интермедика, 1998. — Т. 1. — 394 с. — ISBN 5-89720-006-8.

### Ранняя история коки и кокаина
- Steven B. Karch. A Brief History of Cocaine. — 2. — CRC Press, 2005. — 224 p. — ISBN 9781420036350.